# Daemonorops
Daemonorops är ett släkte av enhjärtbladiga växter. Daemonorops ingår i familjen Arecaceae.

## Bildgalleri

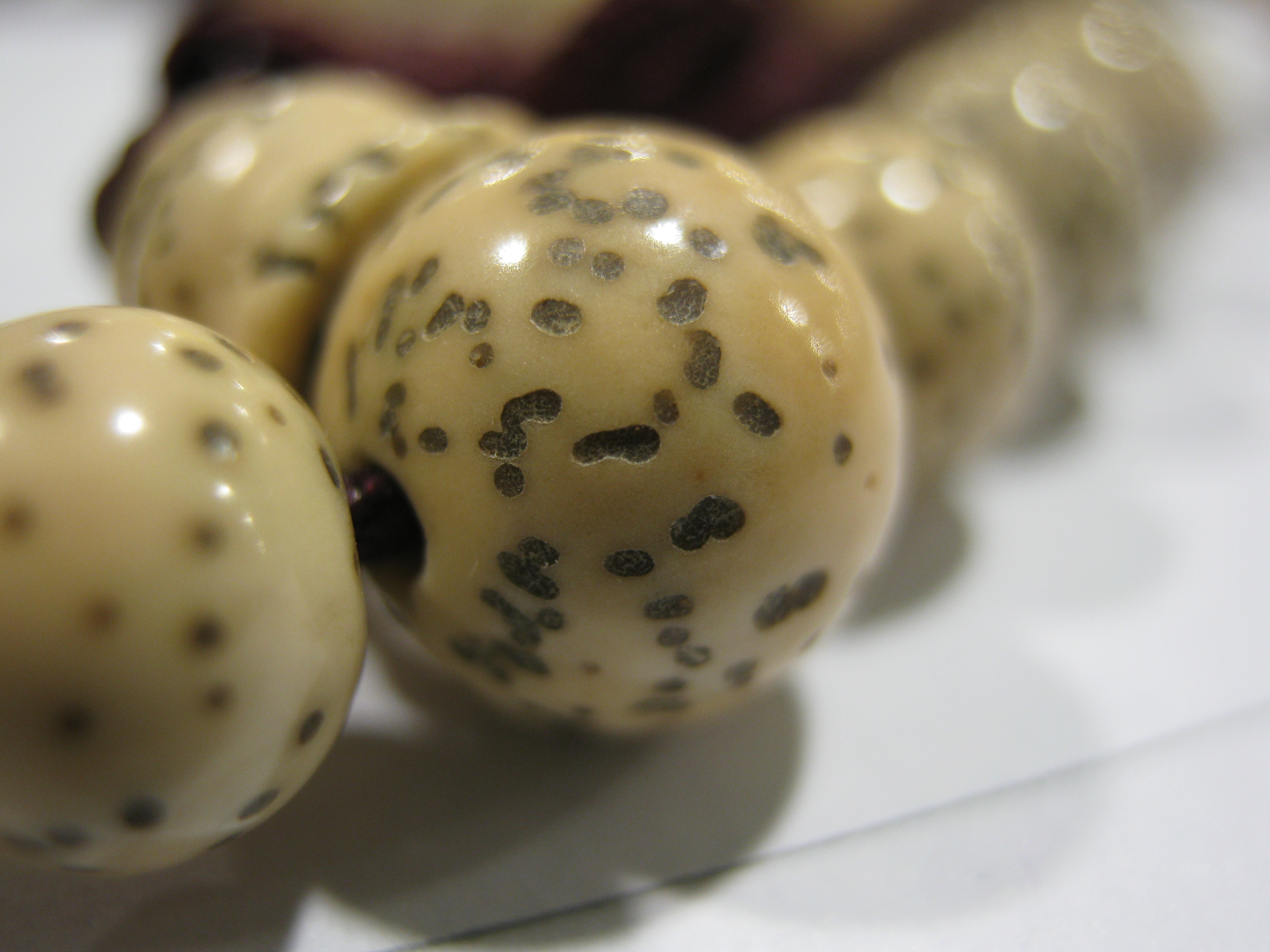

## Dottertaxa tillDaemonorops, i alfabetisk ordning[1]
- Daemonorops acamptostachys
- Daemonorops acehensis
- Daemonorops affinis
- Daemonorops angustifolia
- Daemonorops aruensis
- Daemonorops asteracantha
- Daemonorops atra
- Daemonorops aurea
- Daemonorops banggiensis
- Daemonorops beguinii
- Daemonorops binnendijkii
- Daemonorops brachystachys
- Daemonorops brevicaulis
- Daemonorops calapparia
- Daemonorops calicarpa
- Daemonorops clemensiana
- Daemonorops collarifera
- Daemonorops confusa
- Daemonorops crinita
- Daemonorops cristata
- Daemonorops curranii
- Daemonorops depressiuscula
- Daemonorops didymophylla
- Daemonorops draco
- Daemonorops dracuncula
- Daemonorops dransfieldii
- Daemonorops elongata
- Daemonorops fissa
- Daemonorops fissilis
- Daemonorops forbesii
- Daemonorops formicaria
- Daemonorops geniculata
- Daemonorops gracilipes
- Daemonorops gracilis
- Daemonorops grandis
- Daemonorops hirsuta
- Daemonorops horrida
- Daemonorops ingens
- Daemonorops jenkinsiana
- Daemonorops korthalsii
- Daemonorops kunstleri
- Daemonorops kurziana
- Daemonorops lamprolepis
- Daemonorops leptopus
- Daemonorops lewisiana
- Daemonorops loheriana
- Daemonorops longipes
- Daemonorops longispatha
- Daemonorops longispinosa
- Daemonorops longistipes
- Daemonorops macrophylla
- Daemonorops macroptera
- Daemonorops maculata
- Daemonorops manii
- Daemonorops megalocarpa
- Daemonorops melanochaetes
- Daemonorops micracantha
- Daemonorops microcarpa
- Daemonorops microstachys
- Daemonorops mirabilis
- Daemonorops mogeana
- Daemonorops mollis
- Daemonorops mollispina
- Daemonorops monticola
- Daemonorops nigra
- Daemonorops nuichuaensis
- Daemonorops oblata
- Daemonorops oblonga
- Daemonorops ochrolepis
- Daemonorops ocreata
- Daemonorops oligolepis
- Daemonorops oligophylla
- Daemonorops oxycarpa
- Daemonorops pachyrostris
- Daemonorops palembanica
- Daemonorops pannosa
- Daemonorops pedicellaris
- Daemonorops periacantha
- Daemonorops plagiocycla
- Daemonorops poilanei
- Daemonorops polita
- Daemonorops pumila
- Daemonorops rarispinosa
- Daemonorops riedeliana
- Daemonorops robusta
- Daemonorops rubra
- Daemonorops ruptilis
- Daemonorops sabut
- Daemonorops sarasinorum
- Daemonorops scapigera
- Daemonorops schlechteri
- Daemonorops sekundurensis
- Daemonorops sepal
- Daemonorops serpentina
- Daemonorops siberutensis
- Daemonorops singalana
- Daemonorops sparsiflora
- Daemonorops spectabilis
- Daemonorops stenophylla
- Daemonorops takanensis
- Daemonorops treubiana
- Daemonorops trichroa
- Daemonorops unijuga
- Daemonorops urdanetana
- Daemonorops uschdraweitiana
- Daemonorops verticillaris
- Daemonorops wrightmyoensis